# Matīss Kaudzīte
Matīss Kaudzīte (deutsch Matthies Kaudsit; * 18. August 1848 Gemeinde Vecpiebalga, Gouvernement Livland; † 8. November 1926 Gemeinde Vecpiebalga) war ein lettischer Lehrer, Publizist und Schriftsteller.

## Leben
Er wurde auf einem Gehöft bei Vecpiebalga geboren, besuchte die dortige Gemeindeschule und einen Kurs für Lehrkräfte. Im Jahre 1868 bekam er eine Stelle als Gemeindelehrer, veröffentlichte erste Zeitungsartikel und wurde Mitglied der Lettisch-Literärischen Gesellschaft
Er nahm aktiv am örtlichen kulturellen Leben teil und schrieb Gedichte, Theaterstücke sowie 1879 zusammen mit seinem Bruder Reinis Kaudzīte 1879 den Roman Mērnieku laiki. Dieser Kriminalroman war der erste Roman in lettischer Sprache überhaupt. Außerdem stellten die beiden Brüder mehrere Lehrbücher zusammen und veröffentlichten Reiseberichte über verschiedene westeuropäische Länder.
1911 wurde Matīss Kaudzīte pensioniert. 1915 bis 1917 war er Flüchtling in Russland. Danach lebte er bis zu seinem Tod 1926 wieder auf seinem Hof.
Das Wohnhaus der Brüder Kaudzīte wurde 1929 zu einem Museum, dem ersten dieser Art in Lettland, umgestaltet. Der Roman „Mērnieku laiki“ erschien 1883 erstmals teilweise in deutscher Übersetzung und 2012 in einer vollständigen deutschen Neufassung.